# Meta Seinemeyer
Meta Seinemeyer (Berlin, 5 septembre 1895 - Dresde, 19 juillet 1929) est une soprano allemande, tenue comme l'une des plus belles voix de soprano lyrique-dramatique de son temps[Selon qui ?].

## Biographie
Elle étudie au Conservatoire Stern de Berlin avec Ernst Grenzebach et Nikolaus Rothmühl, et débute au Deutsche Opernhaus en 1918, en Eurydice de Orfeo ed Euridice. 
Elle parait au Metropolitan Opera de New York dès 1923, lors d'une tournée en Amérique du Nord, elle y chante Elisabeth de Tannhäuser et Eva de Die Meistersinger von Nürnberg. 
Elle se joint à l'Opéra de Dresde en 1924, où elle participe à la création de Doktor Faustus de Ferruccio Busoni l'année suivante, et chante Maddalena dans Andrea Chénier lors de la première locale en 1926.
En 1926, elle entreprend une tournée en Amérique du Sud, et parait au Teatro Colon de Buenos Aires, en Agathe dans Der Freischütz. 
Elle parait à l'Opéra d'État de Vienne en 1927, puis au Royal Opera House de Londres et au Théâtre des Champs-Élysées à Paris en 1929.
Outre Elisabeth et Eva, elle chante aussi Elsa de Lohengrin et Sieglinde de Die Walküre, et joue un rôle considérable dans la renaissance de Verdi en Allemagne dans les années 1920, notamment en Leonora de La forza del destino, Elisabath de Valois de Don Carlos, le rôle-titre dans Aida, Desdemona d' Otello, également à son répertoire La Comtesse dans Les Noces de Figaro, Marguerite de Faust, Mimi de La Bohème, les rôles-titres de Tosca et Madame Butterfly. 
Elle épouse le chef d'orchestre Frieder Weissmann (1893-1984) peu avant sa mort d'une leucémie à l'âge de 33 ans.

## Sources
- Les Introuvables du chant wagnérien, L'Avant-Scène opéra, no 67, septembre 1984.
- Les Introuvables du chant mozartien, L'Avant-Scène opéra, no 79/80, septembre/octobre 1985.
- Les Introuvables du chant verdien, L'Avant-Scène opéra, hors-série, 1986.
- Guide des opéras de Wagner. Livrets — Analyses — Discographies, sous la direction de Michel Pazdro, Paris, Fayard, coll. « Les Indispensables de la musique », 1998.
- L’Univers de l’opéra. Œuvres, scènes, compositeurs, interprètes, sous la direction de Bertrand Dermoncourt, Paris, Robert Laffont, coll. « Bouquins », 2012.
- Le Nouveau Dictionnaire des interprètes, sous la direction de Alain Pâris, Paris, Robert Laffont, coll. « Bouquins », 2015.